# Cédric Ciza
Cédric Ciza (Bujumbura, 2 februari 1990) is een Belgisch voetballer.

## Carrière
Cédric Ciza werd geboren in Bujumbura, de hoofdstad van Burundi, maar verhuisde op heel jonge leeftijd naar België. Daar begon hij te voetballen bij het plaatselijke FC Ganshoren, waar hij in 2004 door RSC Anderlecht werd weggeplukt. Bij Anderlecht ontwikkelde hij zijn kwaliteiten verder en werd hij ook geselecteerd voor de nationale jeugdploegen van België. In 2007 nam Ciza deel aan het EK -17 jaar in Zuid-Korea. Vanaf 2008 mocht Ciza met de A-kern van Anderlecht trainen.
Na een uitleenbeurt aan het Nederlandse MVV werd hij in januari 2010 verhuurd aan Sporting Charleroi, dat hem nadien overnam van Anderlecht en hem vervolgens verhuurde aan tweedeklasser RCS Visé. Nadat hij een tijdje zonder club zat, sloot hij zich in februari 2012 aan bij KSV Temse. Die club verliet hij na enkele maanden voor de Cypriotische derdeklasser ENAD Polis Chrysochous FC. Daarna kwam hij in de Belgische lagere divisies uit voor FC Ganshoren, Diegem Sport, BX Brussels en Wallonia Walhain CG.

## Nationale ploeg
Ciza is geboren in Burundi, maar kwam in het verleden uit voor de Belgische nationale jeugdreeksen.

## Statistieken
| Seizoen | Club                      | Land      | Competitie                 | Wed. | Goals |
| ------- | ------------------------- | --------- | -------------------------- | ---- | ----- |
| 2008/09 | RSC Anderlecht            | België    | Eerste klasse              | 0    | 0     |
| 2009/10 | → MVV                     | Nederland | Eerste divisie             | 0    | 0     |
| 2009/10 | → Sporting Charleroi      | België    | Eerste klasse              | 9    | 1     |
| 2010/11 | → RCS Visé                | België    | Tweede klasse              | 25   | 0     |
| 2011/12 | KSV Temse                 | België    | Derde klasse               |      |       |
| 2012/13 | ENAD Polis Chrysochous FC | Cyprus    | C Kategoria                |      |       |
| 2013/14 | FC Ganshoren              | België    | Vierde klasse B            |      |       |
| 2014/15 | FC Ganshoren              | België    | Vierde klasse B            |      |       |
| 2015/16 | Diegem Sport              | België    | Derde klasse B             |      |       |
| 2016/17 | BX Brussels               | België    | Tweede provinciale Brabant |      |       |
| 2017/18 | BX Brussels               | België    | Eerste provinciale Brabant |      |       |
| 2018/19 | Wallonia Walhain CG       | België    | Tweede klasse amateurs     |      |       |
| 2019/20 | Wallonia Walhain CG       | België    | Derde klasse amateurs      |      |       |